# 도모노우라

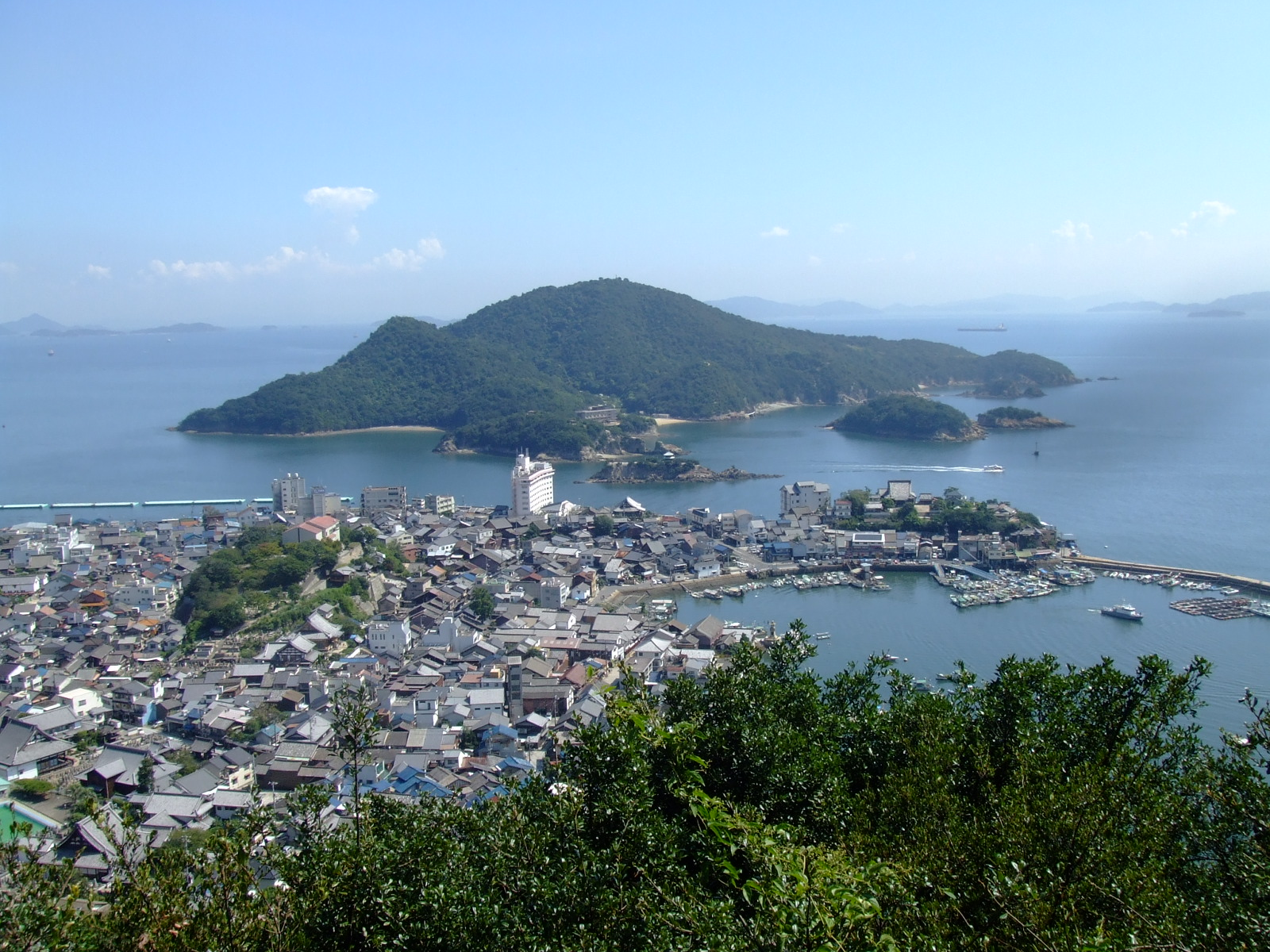
도모노우라와 센스이 섬

도모노우라(일본어: 鞆の浦)는 일본 히로시마현 후쿠야마시 누마쿠마 반도 남단에 있는 항구와 그 주변 해역을 말한다.
도모노우라 주변은 1925년에 국가 명승 도모 공원(鞆公園)으로 지정되었다. 또한 1934년 3월 16일에 국립 공원으로 최초의, 세토나이카이 국립공원으로 지정되었다.
2008년 공개된 미야자키 하야오 감독의 《벼랑 위의 포뇨》에서 구상한 땅으로 유명해졌으며, 영화 · 드라마 등 영상 작품의 촬영장소로 잘 이용되고 있다.
2017년 11월에는 후쿠야마시 도모초 전통적 건조물군 보존 지구의 명칭으로 8.6 헥타르의 지역이 중요 전통적 건조물 군 보존 지구로 선정되었다.

## 같이 보기
- 세토나이카이 국립공원
- 세토 내해
- 벼랑 위의 포뇨